# Мехренское общество
Мехренское сельское общество (Мехреньга, Мехреньское, Мехреньгское, Мехренгское) — сельское общество Воезерской волости Каргопольского уезда Олонецкой губернии.

## Общие сведения
Группа деревень расположена в 40 км к юго-востоку от районного центра — города Няндома Архангельской области, вдоль южного и юго-восточного побережья Спасского (Воезеро) озера, а также вдоль правого берега реки Еменьга, впадающей в Спасское озеро.
Центром Мехренского сельского общества является деревня Гришинская.
В числе существующих населенных пунктов за все время значилось — 13 деревень: Ексинская (Заборье), Криулинская, Алферовская (Пал), Гришинская, Збоевская, Павловская (Игнашевская), Горевская (Лашуевская), Мартыновская, Верхотина (Тебринская), Холопье (Никитинская 2-я), Мальшинская, Никишинская (Савинская), Подгорная (Никитинская 3-я).

### Природа
Мехренское общество обладает уникальным природным ландшафтом, размещаясь на южной оконечности озера Спасского и устья впадающей в озеро реки Еменьга.
Вследствие природных условий, местность здесь холмистая с песчаной почвой, между холмами находятся болото или озеро. Такая почва требует много удобрений, для этого в старину здесь держали много коров, но все они мелкой породы и давали мало молока. Возделывание земли здесь возможно только на холмах, которые представляют собой груду намытых закрепленных песков. Местные жители говорят: «Земля у нас журун-песок, сколько навозу не ложи, все слопает». Чтобы что-то вырастить надо было хорошо удобрить навозом, для этого и держали большое количества скота.

### Население
Во все время, население Мехренского общества состояло из государственных крестьян.
По сведениям из Списков населенных мест Олонецкой губернии на 1873 год все перечисленные выше 13 деревень входили в состав Мехренского общества Воезерской волости. Каргопольского уезда и в них насчитывалось 137 домов, в которых проживало 837 человек (мужчин — 389 и женщин — 448).
Количество скота на все общество: лошадей — 264, коров — 517, прочего — 364.
В 1893 году в Мехреньге уже было 170 домов, в которых проживало 1123 жителей (мужчин — 521 и женщин — 602).
На 1905 год по данным списка населенных мест в Мехреньге насчитывалось: 224 дома или 210 семей, мужчин — 602, женщин — 674. Всего проживало 1276 человек.
По итогам переписи за 30 лет население Мехреньги увеличилось на 439 человек, что соответствует — 65 %.
В общей массе населения Мехренского общества, нищие составляли - менее 1%.

## История
На Воезере, в 10 км к югу от Мошенского озера, к середине XVI века образовалась группа поселений. В «Платёжной книге Каргопольского уезда 1555—1556 гг.» говорится: «…волость на Воеозере в Спасском приходе, а в ней тяглых 39 деревень да полтрети деревни да полчетверти деревни. В той же волости в Спасском приходе на Вое озере тяглых 6 деревень и трет деревни и полторы чети деревни». Волость являлась самостоятельным приходом: «в той же волости погост, а к погосту деревня Рыкуновская. Пашни 2 обжи».
Главное основное занятие Мехренских крестьян — земледелие. Земля почти по всему приходу за небольшими исключениями плодородна: хорошо родит рожь, овёс и жито. Сеется также пшеница, лён и конопля, но сравнительно в небольшом количестве. Земледелие вообще удовлетворяет потребностям населения несмотря на то, что земля за уходом мужчин на лесные выгонки нередко обрабатывается исключительно женскими руками. Большая же часть (2/3) мужчин с марта и апреля до сентября и октября ежегодно уходит в «бурлаки» на лесные выгонки в разные места Вологодской, Новгородской и Архангельской губерний. Этот промысел дает населению значительный заработок. Остающиеся же дома мужчины и женщины занимаются главным образом полевыми и домашними работами, некоторые рыбной ловлей на Вое озере и реке Еменьге. Мелкую рыбу, особенно ершей, сушили и употребляли в сушеном виде — более крупную рыбу солили. Занимаются крестьяне отчасти и извозным промыслом, перевозкой товаров из станции Няндома. Более зажиточные крестьяне в зимнее время ездят в г. Онегу за сельдью, треской и другой морской рыбой, которую потом продавали дома. Некоторые занимались вывозкой леса в реку, выделкой кожи, вязанием сетей и других рыбных ловушек, приготовлением корзин, деревянной и глиняной посуды.

## Фотогалерея

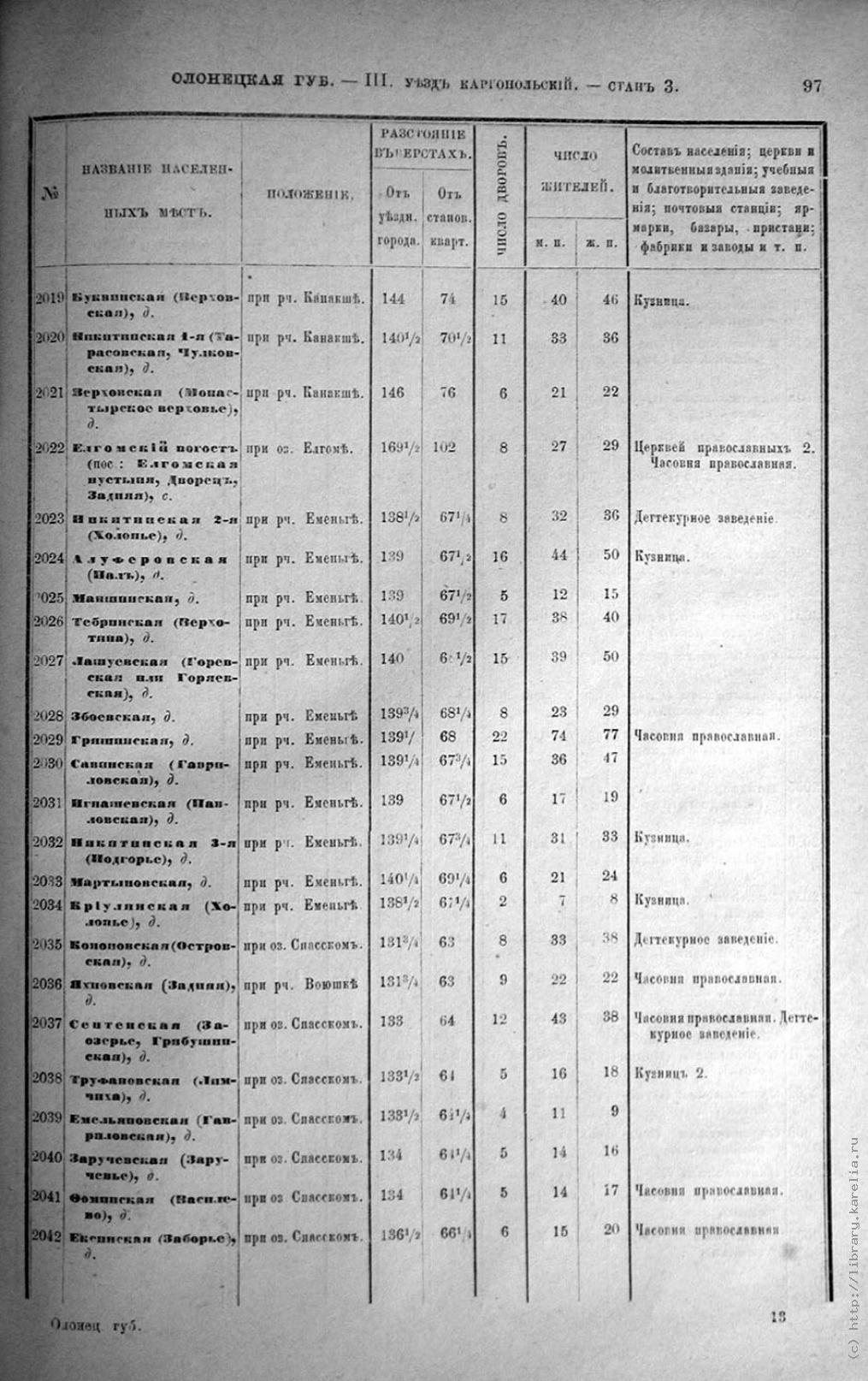
Деревни Мехреньги за 1873 год
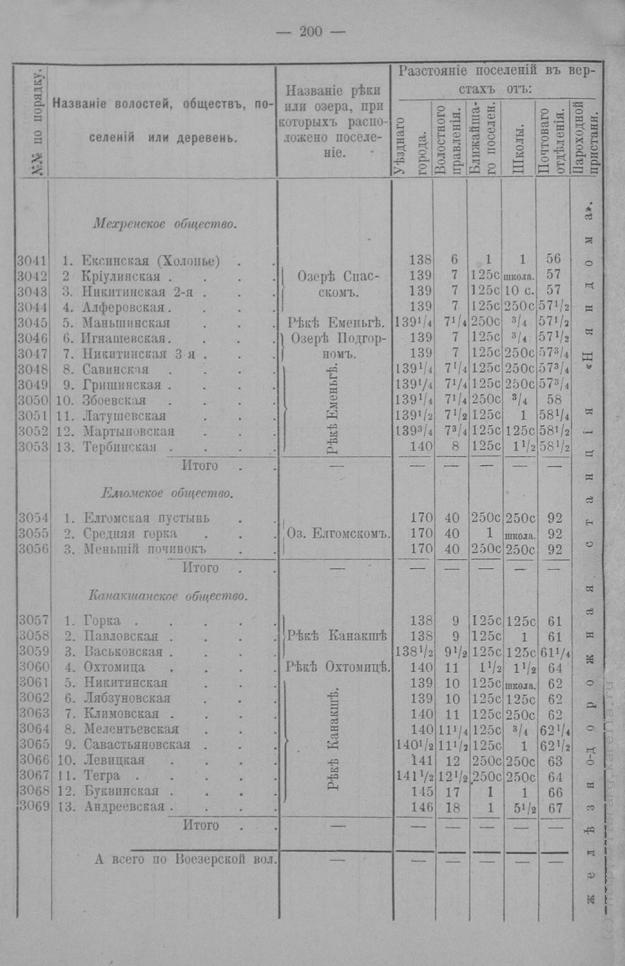
Список деревень за 1905 год
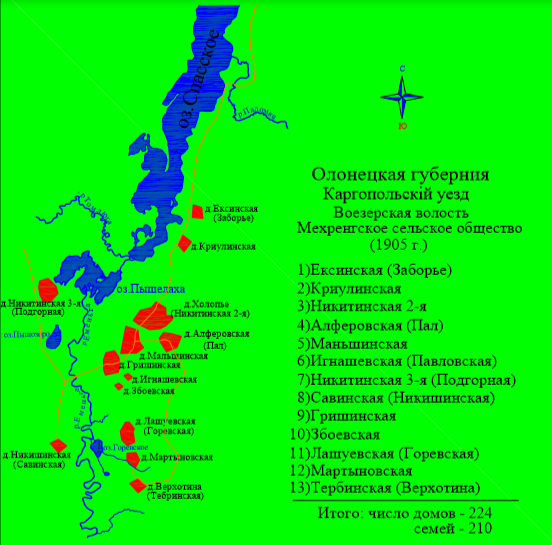
Карта-схема Мехренского общества
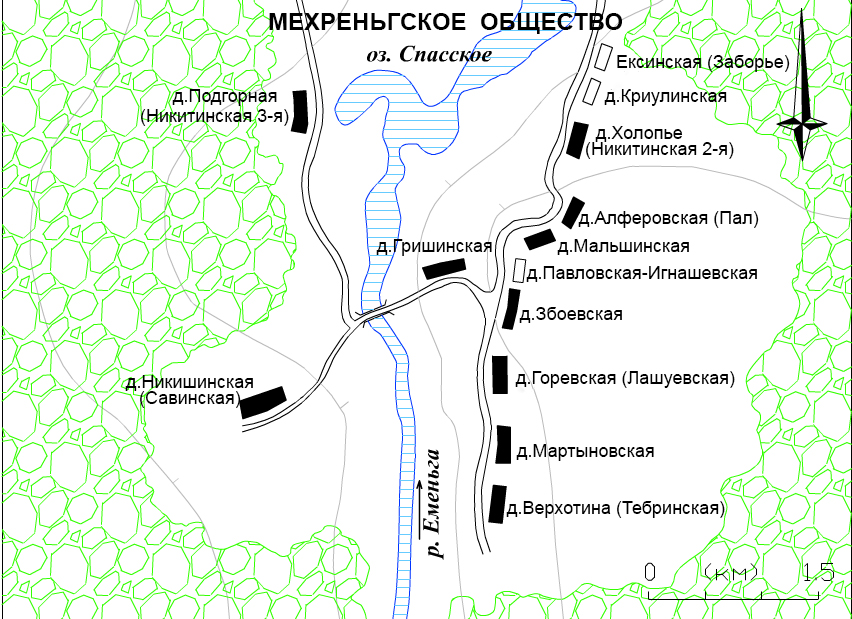
Схема Мехренское общество
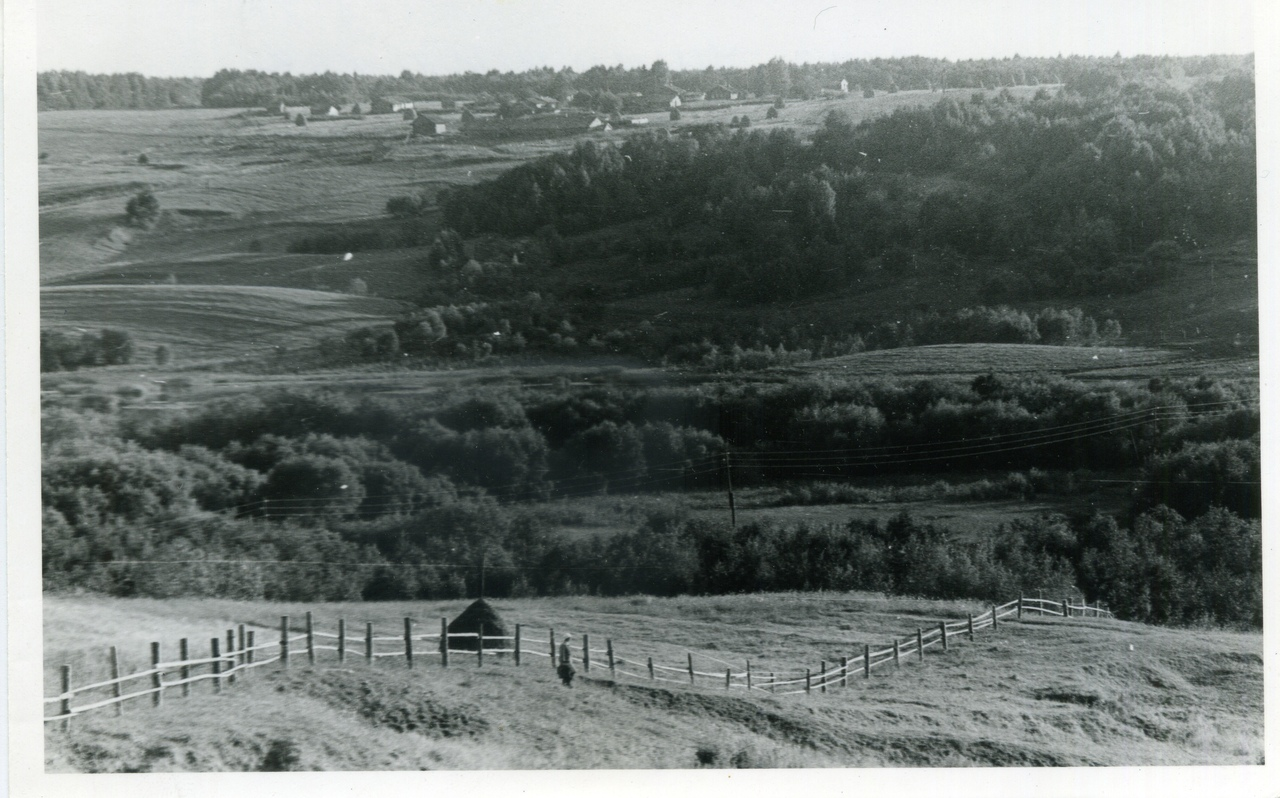
Деревня Никишинская (Савинская) - фото 60-е годы (внизу р.Еменьга)
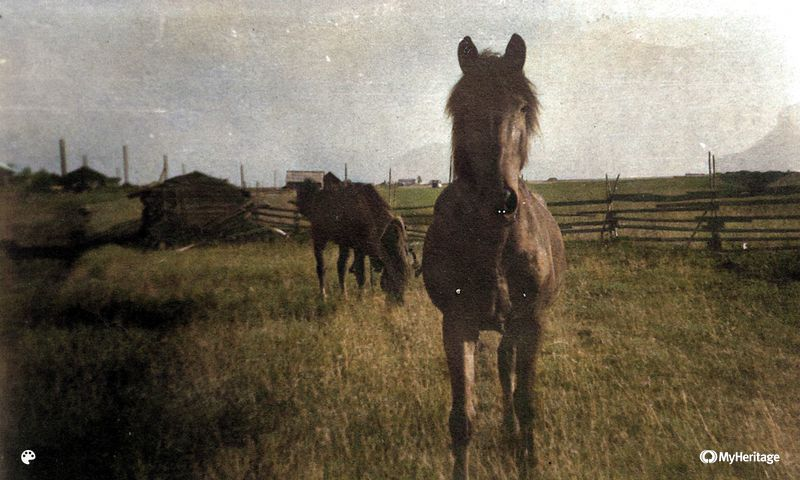
Деревня Мартыновская (60-е годы)
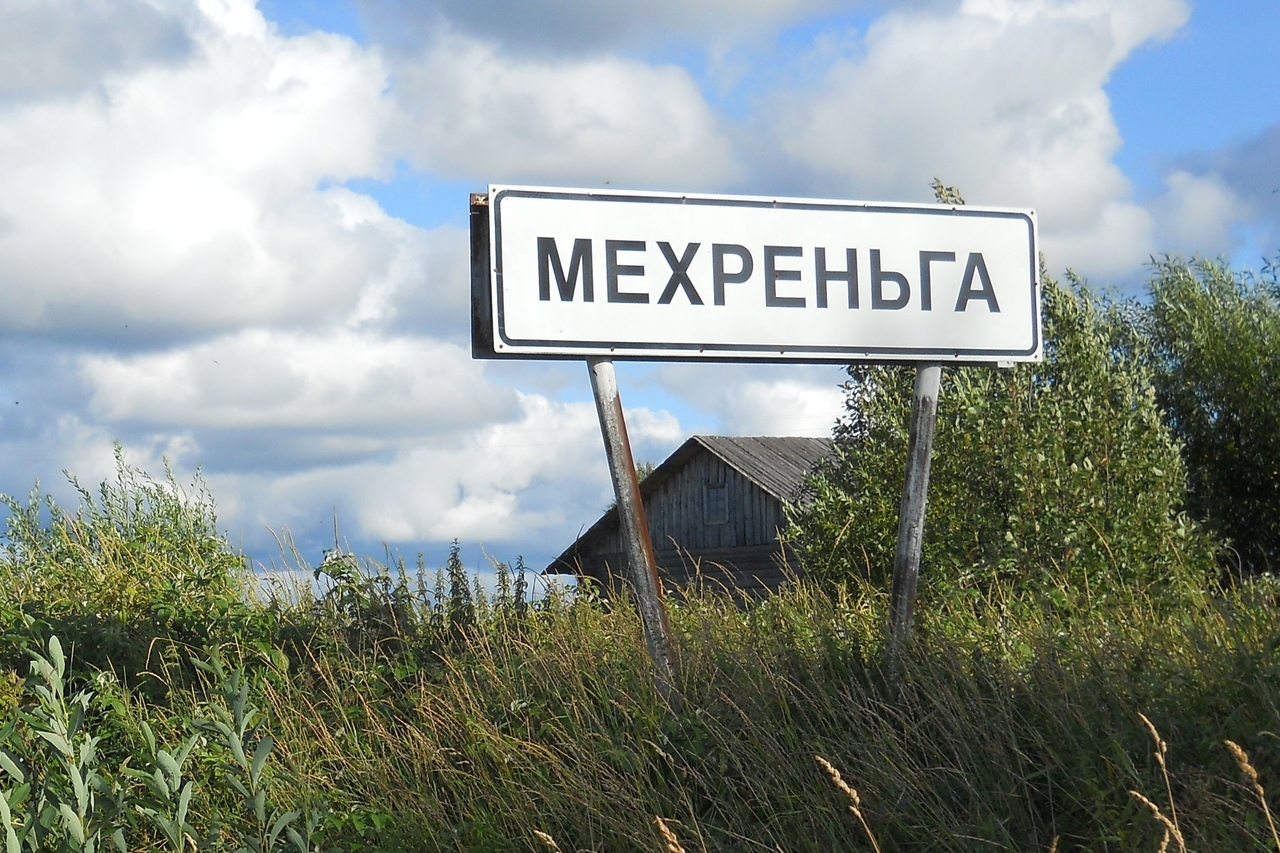
Мехреньга-Въезд
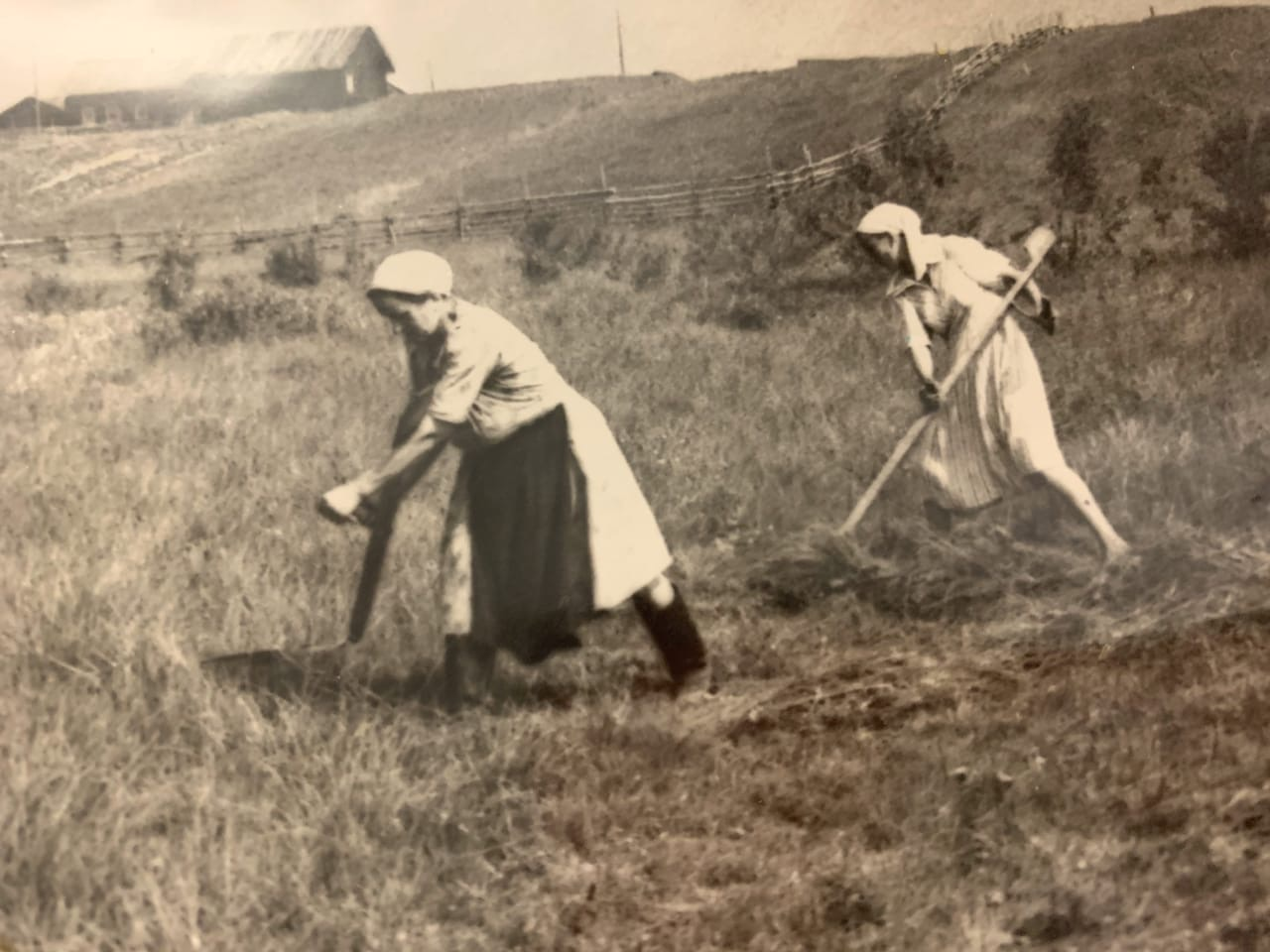
Мехреньга - на сенокосе